# Организационна комуникация
Организационната комуникация e подсистема на по-обширната дисциплина на комуникационните изследвания. Организационната комуникация в науката е взимането под внимание, анализа и критиката на ролята и практиката на комуникация в организационен контекст.

## История на изследванията
Полето може да се проследи в неговия произход от бизнес информацията, бизнес комуникацията и ранните изследвания по масова комуникация, публикувани през 30-те и 50-те на 20 век. Дотогава организационната комуникация е дисциплина на няколко професори в департаментите по речеви езикови умения, които са имали специфичен интерес в областта на говоренето и писането в бизнес среда и обстановка. Днес тя има свои собствени теории и емпирични теми и въпроси, различни от другите полета.
Няколко по-значими публикации се открояват като работи, които разширяват обхвата и важността на комуникацията в организационния процес, и съответно нуждата от конкретен термин, какъвто е „организационната комуникация“. Нобеловият лауреат Хърбърт Саймън пише през 1947 за „системи на организационна комуникация“, като твърди, че комуникацията е „от абсолютно същностно значение за организацията“. А Чарлз Рединг изигра важна роля в самото установяване на дисциплината като такава.
През 50-те години организационната комуникация се фокусира основно върху ролята на комуникацията за подобряване на организационния живот и резултатите. Но през 80-те тя се отклонява от бизнес-ориентирания подход към комуникацията и започва да се интересува повече от конституиращата роля на комуникацията в организацията. През 90-те критическата теория я повлиява и учените, занимаващи се с областта „организационна комуникация“, се фокусират повече върху възможностите комуникацията да потиска или съответно да освобождава, да дава свобода на членовете на организацията.